# Anton Bakarski
Anton Rangelow Bakarski (bulgarisch Антон Рангелов Бакарски; * in Sofia, Bulgarien) ist ein bulgarischer Kameramann.

## Leben
Anton Rangelow Bakarski schloss 1996 sein Studium an der Nationalen Akademie für Theater- und Filmkunst „Krastjo Sarafow“ ab und arbeitete mehrere Jahre in einem Studio für Postproduktion. Seit 1999 ist er als Kameramann tätig und drehte neben bulgarischen Produktionen wie Alphabet der Hoffnung und Ausgerechnet Bulgarien auch vermehrt US-amerikanische Fernsehfilme wie Die Doomsday Gleichung und Die unglaubliche Reise des Sir Francis Drake.

## Filmografie (Auswahl)
- 2001: Newenas weite Reise
- 2004: Alphabet der Hoffnung (Asbuka na nadeschdata)
- 2006: Basilisk – Der Schlangenkönig (Basilisk: The Serpent King, Fernsehfilm)
- 2007: Ausgerechnet Bulgarien (Saschto totschno Balgarija?)
- 2008: Auf der Jagd nach der Monster Arche (Monster Ark, Fernsehfilm)
- 2009: Der Fluch – The Grudge 3 (The Grudge 3)
- 2009: Die Doomsday Gleichung (Annihilation Earth)
- 2009: Die Geisterstadt (Ghost Town)
- 2009: Die unglaubliche Reise des Sir Francis Drake (The Immortal Voyage of Captain Drake)
- 2010: Dark Relic – Sir Gregory, der Kreuzritter (Dark Relic)
- 2010: Lake Placid 3 (Fernsehfilm)
- 2011: Dragon Chronicles: Die Jabberwocky Saga (Jabberwock)
- 2017: Security
- 2024: Air Force One Down: Die Agentin des Präsidenten (Air Force One Down)